# Kortnäbbad kanastero
Kortnäbbad kanastero (Asthenes baeri) är en fågel i familjen ugnfåglar inom ordningen tättingar.

## Utseende och läte
Kortnäbbad kanastero är en medelstor tätting med rätt färglöst brun fjäderdräkt och en stjärt som vanligen hålls rest. Karakteristiskt är orangefärgad strupfläck. Liknande mindre kanastero har längre näbb och stjärt samt även ett otydligt ögonbrynsstreck.

## Utbredning och systematik
Kortnäbbad kanastero delas in i två underarter med följande utbredning:
- A. b. baeri - förekommer i västra Paraguay, det allra sydöstligste Brasilien, Uruguay och centrala Argentina
- A. b. chacoensis - förekommer i nordvästra Paraguay (Puerto Casado)

Vissa urskiljer även underarten neiffi med utbredning i västra Argentina.

## Status och hot
Arten har ett stort utbredningsområde, men tros minska i antal, dock inte tillräckligt kraftigt för att den ska betraktas som hotad. Internationella naturvårdsunionen IUCN listar arten som livskraftig (LC).

## Levnadssätt
Kortnäbbad kanastero hittas i torra områden med snår och öppet skogslandskap. Den födosöker både uppe i träden och på marken.